# Гаррель, Морис
Морис Гаррель (фр. Maurice Garrel; 1923—2011) — французский актёр театра и кино, основатель творческой династии.

## Биография
Морис Гаррель родился 24 февраля 1923 года в коммуне Сен-Жерве департамента Изер во Франции, вырос в Эль-Джадида в Марокко.
Он является отцом пятерых детей (в том числе режиссёра Филиппа Гарреля), дедом актера Луи Гарреля и актрисы Эстер Гаррель.
Умер 4 июня 2011 года в Париже (Франция) в возрасте 88 лет.

## Карьера
Учился у Шарля Дюллена и Тани Балашовой. В театре играл с 1947 года. Морис Гаррель дважды (в 1992 и 1994 годах) был номинирован на театральную награду «Мольер (фр. Molières)».
Морис Гаррель снялся более, чем в 100 фильмах, дважды номинировался на премию «Сезар» (в номинации за лучшую мужскую роль второго плана) за роли в фильмах «Нелюдимая (фр. La Discrète)» («Скромница») в 1991 году и «Короли и королева» в 2005 году. Большинство его работ в кино — роли второго плана. Также много снимался на телевидении.

## Избранная фильмография
- 1959 — Разборки среди женщин (фильм) / Du rififi chez les femmes (Франция) :: эпизод (нет в титрах)
- 1959 — Ноэль Фортюна (фильм) / Fortunat (Италия, Франция)
- 1960 — Прощай, Филиппина (фильм) / Adieu Philippine (Италия, Франция)
- 1961 — Тракассен (фильм) / Le Tracassin (Франция)
- 1962 — Красные рейтузы (фильм) / Les Culottes rouges (Франция) :: эпизод
- 1962 — День и час (фильм) / The Day and the Hour / Le Jour et l’heure (Италия, Франция) :: эпизод (нет в титрах)
- 1962 — Грузовой подъёмник (фильм) / Le Monte-Charge (Италия, Франция)
- 1962 — Воскресенья в Виль-д'Авре (фильм) / Les Dimanches de Ville d’Avray (Франция)
- 1962 — Борьба за остров (фильм) / Le Combat dans l'île (Франция)
- 1963 — Из-за, из-за женщины (фильм) / À cause, à cause d’une femme (Франция)
- 1964 — Непокоренный / The Unvanquished / L’Insoumis (Франция, Италия) — Пьер Серве
- 1964 — Нежная кожа — г-н Бонтемпс (продавец в книжном магазине)
- 1966 — Чёрное солнце / Soleil noir / Black Sun (Италия, Франция) — «Коллабо»
- 1966 — Карьера (фильм) / Living it Up / À belles dents (Германия, Франция)
- 1967 — Ударные войска (фильм) / Un homme de trop (Франция)
- 1968 — Молодые волки (фильм) / Young Wolves | Les jeunes loups (Франция) — Уго Кастеллини
- 1968 — Босс (фильм) / Pacha / Le Pacha (Франция, Италия) — Брюне
- 1969 — Юдифь (фильм) / Judith (Франция)
- 1970 — Со свободой за спиной (фильм) / La Liberté en croupe (Франция)
- 1971 — Билет в один конец (фильм) / One Way Ticket | Un aller simple (Франция, Италия, Испания) — Мендель
- 1972 — Фаустина и жаркое лето (фильм) / Faustine et le bel été (Франция)
- 1972 — Рак (фильм) / Cancer / Rak (Франция) — доктор Ренар
- 1973 — Наследник — Брайен (детектив)
- 1974 — Нада — Эполар (фр. André Épaulard)
- 1975 — В Сантьяго идёт дождь — Йорг (фр. Jorge)
- 1981 — Пейзаж Алексиса Дрэвана (фильм) / Le Grand paysage d’Alexis Droeven (Бельгия)
- 1982 — Красное утро (фильм) / Un matin rouge (Франция)
- 1983 — Эдит и Марсель — отец Марго
- 1988 — Солдатская история (фильм) / A Soldier’s Tale (Новая Зеландия)
- 1990 — Нелюдимая (фр. La Discrète) (Скромница, Франция) — Jean
- 1991 — Звезда для двоих (фильм) / A Star for Two (Франция, Канада)
- 1992 — Тень / L’Ombre (Германия)
- 1992 — Мёртвый сезон / Hors saison / Zwischensaison (Германия) — Le grand-père
- 1992 — Ледяное сердце — Лашом (фр. Lachaume)
- 1996 — Сердце призрака (фильм) / Le Coeur fantôme (Франция)
- 1997 — Артемизия — Судья
- 1997 — Красное и черное — Шелан (священник)
- 1997 — Влюблённые / Так что / Alors voilà (Германия, Франция) — Constantin
- 2001 — Дикая невинность (фильм) / Sauvage innocence (Франция)
- 2002 — Весь Хеопс (фильм) / Total Kheops (Франция) — Батисти
- 2003 — Легенда о красном драконе / Встреча с драконом / Rencontre avec le dragon (Франция) — Duc de Belzince
- 2003 — Его брат — старик
- 2004 — Короли и королева / Kings and Queen (Франция) — Louis Jenssens
- 2005 — Обычные влюбленные (фильм) / Les Amants réguliers (Франция)
- 2007 — Сон предыдущей ночи (фильм) / Actrices (Франция)
- 2011 — То лето страсти (фильм) / That Summer International / Un été brûlant (Италия, Франция, Швейцария)

### Озвучивание
- 1967 — Далеко от Вьетнама  (Франция, документальный)